# Etienne Morin
Étienne Morin (Cahors, oko 1717. – Kingston, studeni 1771.), bio je francuski trgovac koji je poslovao uglavnom između Antila i Bordeauxa. Najpoznatiji je po svojoj ključnoj ulozi u razvoju Drevnog i prihvaćenog škotskog obreda u slobodnom zidarstvu.

## Životopis
Podrijetlo Étiennea Morina poznato je isključivo zahvaljujući zapisu iz 1762. u registru Gereralitata Gijene, u kojem stoji: "Star 45 godina, prosječne visine, crne kose, nosi periku, rođen u Cahorsu u pokrajini Quercy." Ipak, istraživanja provedena u župnim knjigama toga grada i okolnih mjesta nisu potvrdila ovu tvrdnju, te nije isključeno da je potvrda iz 1762. bila izdana iz formalnosti ili učtivosti, što je u to doba bila uobičajena praksa. Povremeno se navodi da je možda bio sin Dominica Morina (1693. – 1760.), koji je krajem života obnašao dužnost službenika u Châteletu.
Njegov životni put, koji ga je odveo iz Bordeauxa prema Antilima, bio je tipičan za sinove nižeg građanskog sloja Quercyja u sredini 18. stoljeća. Početkom 1740-ih čini se da se nastanio u Fort-Royalu (današnjem Fort-de-Franceu, Martinik), no trgovinske aktivnosti često su ga vodile kroz Karipsko more te na relaciji između Francuske i Antila. Često se zadržavao u gradu Saint-Pierreu.
Nije poznato kada ni u kojoj je loži Morin bio iniciran u slobodno zidarstvo, no početkom 1744. godine na otoku Antigva prima, od Williama Matthewsa, generalnog guvernera britanskih Zavjetrinskih otoka, jedan od najstarijih viših masonskih stupnjeva — "iniciran je u misterije Škotskog savršenstva", kako se tada govorilo, tj. u Kraljevski luk, što će kasnije oblikovati 13. i 14. stupanj Drevnog i prihvaćenog škotskog obreda. Po povratku u Fort-Royal, Morin odmah prenosi taj novi stupanj.
Dana 15. ožujka 1744., Luj XV. objavljuje rat Engleskoj i Austriji. Morina početkom 1745. zarobljavaju Englezi na moru i odvode u London, gdje uživa relativnu slobodu, kako je to bio običaj u to vrijeme. Dana 25. lipnja, tik prije povratka u Francusku, ondje prima potvrdu o ispravnosti svoje inicijacije iz 1744., zajedno s "konstitucijama" koje mu daju ovlast da prenosi taj stupanj.
Po povratku u Bordeaux, 8. srpnja 1745. osniva škotsku ložu nazvanu "Izabrani savršeni" (Loge Élus Parfaits). Ugled slobodnih zidara koji su mu pritom asistirali — svi su već tada bili istaknuti članovi triju postojećih loža u Bordeauxu — pokazuje da je već uživao znatan ugled. Nastavlja zatim svoje trgovačke putove između Francuske, Antila i Velike Britanije. Godine 1748. sudjeluje u osnivanju škotske lože u gradu Cap-Français (današnji Cap-Haïtien) na otoku Saint-Domingue (danas Haiti).
Dana 27. kolovoza 1761., u Parizu, Morin prima povelju potpisanu od strane dužnosnika Velike lože Francuske, kojim ga se imenuje "velikim inspektorom za sve dijelove Novoga svijeta". Izvorni dokument povelje nikada nije pronađen, a poznat je samo iz kasnijih prijepisa, koji su možda bili dodatno uljepšani od strane samog Morina kako bi osnažio svoj autoritet nad višim stupnjevima loža u Antilima. U to doba prakticirao je obred nazvan Obred kraljevske tajne u 25 stupnjeva, čiji je najviši stupanj uzvišeni princ kraljevske tajne, a koji je vjerojatno izveden iz obreda što ga je u Parizu izvodilo Vijeće careva Istoka i Zapada (Conseil des Empereurs d'Orient et d'Occident).
Ponovno se ukrcava iz Bordeauxa za Saint-Domingue 27. ožujka 1762., no ponovno ga na moru zarobljavaju Englezi i odvode u London. Ondje susreće Washingtona Shirleyja, grofa od Ferrersa, koji potvrđuje njegovu povelju i proširuje mu nadležnost na britanske lože u Antilima. U te krajeve stiže tek 1763. godine. Zahvaljujući toj ovlasti, Morin postupno osniva lože svih stupnjeva diljem Kariba. Upravo će na temelju tih loža, njihovih rituala i Morinove povelje Henry Andrew Francken 1767. prenijeti Obred kraljevske tajne, preteču Drevnog i prihvaćenog škotskog obreda, u Albany u Sjedinjenim Američkim Državama.
Dana 3. lipnja 1770., snažan potres uništava grad Port-au-Prince, što Morina prisiljava da se preseli u Kingston, gdje je 30. travnja osnovano Veliko vijeće Jamajke (Grand Council of Jamaica). Sa sobom uspijeva ponijeti tek slobodnozidarske spise i nešto osobnih stvari. Ondje umire, osiromašen, u studenome sljedeće godine.